# جان هاکس (تنیس‌باز)
جان هاوکس (انگلیسی: John Hawkes؛ زاده ۷ ژوئن ۱۸۹۹ درگذشته ۳۱ مارس ۱۹۹۰) یک تنیس‌باز اهل استرالیا بود.

## بیوگرافی
هاوکس بزرگ شد و زندگی خود را در جیلانگ، ویکتوریا و اطراف ان زندگی کرد. او از سال ۱۹۰۹ تا ۱۹۱۹ در کالج جیلانگ تحصیل کرد و به عنوان یک ورزشکار جوان پتانسیل زیادی نشان داد و به مدت ۵ سال پیاپی عنوان تنیس زیر ۱۹ سال پسران مدرسه ویکتوریا را به دست آورد و توسط مورخ گریم کینروس اسمیت به عنوان "مهد کودک برای استعدادهای تنیس" توصیف شد. هاوکس همچنین به عنوان یک کریکت باز آزمایشی آینده برای استرالیا تبلیغ شده بود و در سن ۱۳ سالگی عضو MCC شد. او کاپیتان اولین تیم کریکت در ۴ سال آخر زندگی مدرسه خود در کالج جیلانگ بود و با توجه به وب سایت مدرسه، "در یک روز افسانه ای بولینگ در سال ۱۹۱۶، جک هاوکس در یک مسابقه مقابل کالج وسلی ۱۰ ویکت را ادعا کرد."با این حال، تنیس برای ایجاد یک کشش قوی تر از کریکت بود. آموزش در دادگاه چمن در خانه خانواده "Llanberis"، مشرف به کوریو خلیج توسط دوست خانواده راسل کیز و تحت تأثیر افسانه تنیس و دوست خانواده، نورمن بروکس، حرفه ای جک در 1920s شکوفا. چپ دست در مسابقات قهرمانی استرالیا در سال ۱۹۲۶ برنده یک پاکسازی شد و در همان سال در مسابقات انفرادی مردان، دونفره مردان و دونفره مخلوط برنده شد. هاوکس پنج امتیاز قهرمانی در فینال ماراتن تک نفره در برابر شریک دونفره خود جرالد پترسون در مسابقات قهرمانی استرالیا در سال ۱۹۲۷ داشت، اما در پنج ست بازی را از دست داد. هاوکس همچنین دو عنوان دونفره مخلوط ایالات متحده را به دست آورد، در مجموع سه عنوان دونفره استرالیا را با جرالد پترسون به دست آورد و با جرالد پترسون در ویمبلدون و دو برابر ایالات متحده در سال ۱۹۲۸ دوم شد. هاوکس همچنین در مجموع سه قهرمانی دونفره مخلوط استرالیا را به دست آورد. هاوکس سه بار نماینده جام دیویس در سالهای ۱۹۲۱، ۱۹۲۳، ۱۹۲۵ بود و در سال تاج آزاد استرالیا در سال ۱۹۲۶ و تور موفق خارج از کشور در سال ۱۹۲۸ از تیم حذف شد. پس از بازنشستگی از تنیس، هاوکس به‌طور فعال در مدیریت تنیس شرکت کرد و کسب و کار خانوادگی برادران هاوکس را در جیلانگ تا زمان بازنشستگی در اوایل دهه ۱۹۷۰ اداره کرد. جک هاوکس به Ocean Grove (جایی که او به عنوان یک کودک در خانه ساحلی خانواده "Imbool" تعطیلات را گذرانده بود) و بعد از ان به Barwon Heads قبل از مرگش در Geelong، در سن ۹۰ سالگی پس از یک بیماری کوتاه، در ۳۱ مارس ۱۹۹۰ بازنشسته شد. او توسط همسرش میکی و چهار فرزندشان زنده ماند. ان، سالی، سو و جان